# Torreina
Torreina es un género de foraminífero bentónico de la subfamilia Omphalocyclinae, de la familia Orbitoididae, de la superfamilia Orbitoidoidea, del suborden Rotaliina y del orden Rotaliida. Su especie tipo es Torreina torrei. Su rango cronoestratigráfico abarca el Cretácico superior.

## Clasificación
Torreina incluye a la siguiente especie:
- Torreina torrei